# Symfoni i h-moll (Schubert)

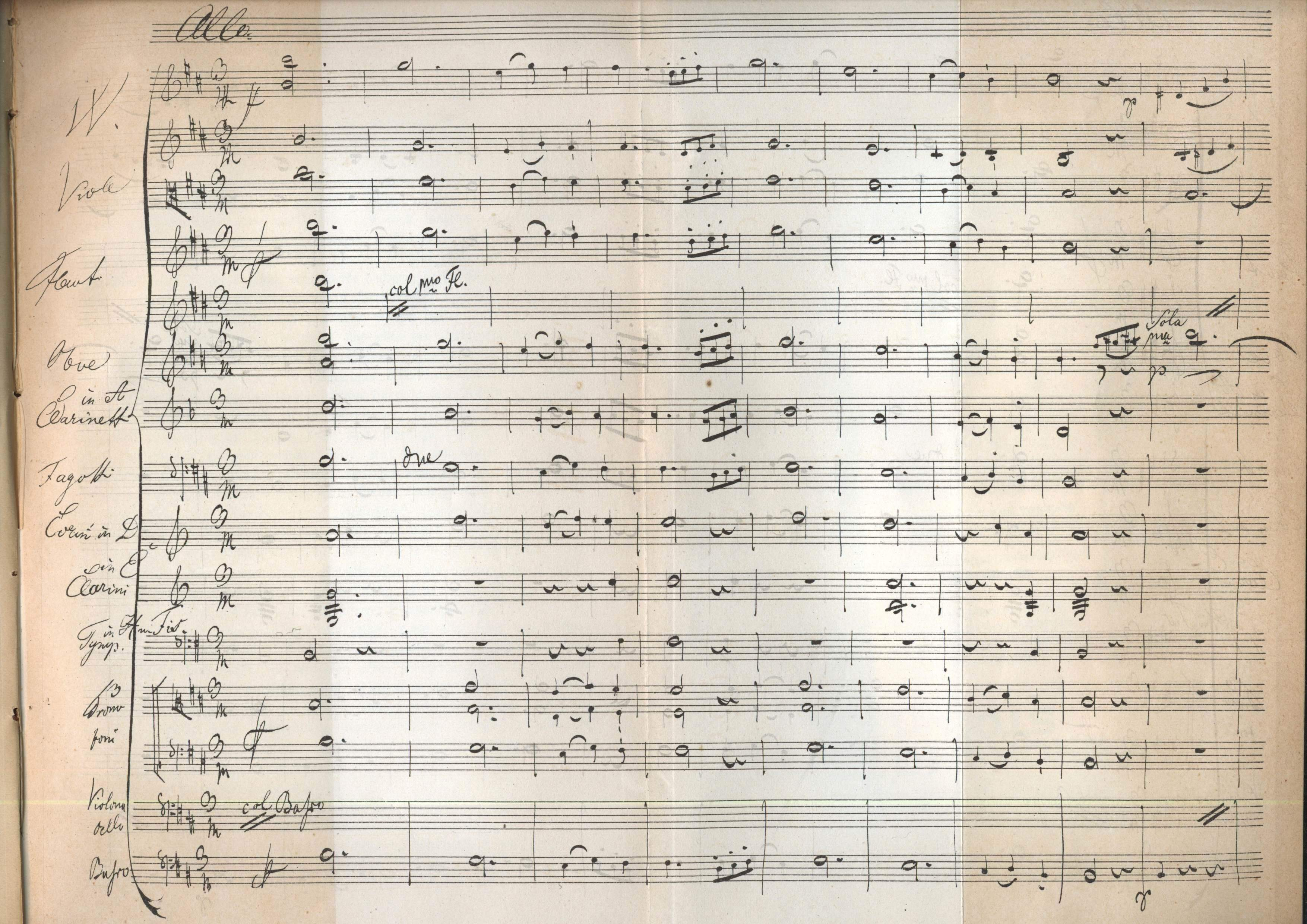
The Unfinished, third movement, Facsimile, 1885, In J. R. von Herbeck’s Biography

Symfoni i h-moll, D 759, kallad Den ofullbordade, är en symfoni av Franz Schubert.
Numreringen av Franz Schuberts symfonier har varierat, varför det är klokt att använda D-numret för identifieringen.

## Verkbeskrivning
Symfonin består av två satser.
1. Allegro moderato
2. Andante con moto

Till en tredje sats Scherzo (Allegro) – Trio finns en pianoskiss och 20 takter orkestrerade.